# Travis CI
Travis CI是在软件开发领域中的一个在线的，分布式的持续集成服务，用来构建及测试在GitHub托管的代码。这个软件的代码同时也是开源的，可以在GitHub上下载到，尽管开发者当前并不推荐在闭源项目中单独使用它。
它提供了多种编程语言的支持，包括Ruby、JavaScript、Java、Scala、PHP、Haskell和Erlang在内的多种语言。许多知名的开源项目使用它来在每次提交的时候进行构建测试，比如Ruby on Rails，Ruby和Node.js。
2012年，Travis CI决定进行募资以支持后续的开发，在这次募资活动中，许多重量级的科技公司给予了资助。

## 延伸阅读
- .   [2012-11-21]. （原始内容存档于2012-10-23）.